# Prieuré hospitalier de Prague
Le prieuré hospitalier de Prague (en tchèque, Velkopřevorský palác) est un bâtiment baroque situé sur la place du Grand Prieuré, dans le quartier de Mala Strana à Prague. Le palais fait partie de l'aire de l'ordre des chevaliers de Malte, qui est protégée en tant que monument culturel de la République tchèque.

## Histoire du palais
Le palais est construit sur des fondations romanes, car il date probablement de la seconde moitié du XIIe siècle. Au XVIIIe siècle, la bâtisse a été construite par le prince Vladislav Ier et dédié aux Hospitaliers de l'ordre de Saint-Jean de Jérusalem.
Pendant les guerres hussites, le palais fut incendié.
Dans les années 1516–1532, le premier prieur provincial fut transféré au palais, alors qu'il résidait jusque-là à Strakonice.
Le palais a été reconstruit plusieurs fois. L'architecte italien Carlo Lurago a réalisé des reconstructions du début du baroque après 1725, une grande reconstruction baroque eut lieu sous la direction de l'architecte Bartolome Scotti.
A l'intérieur, on remarque en particulier la majestueuse cage d'escalier tout en pierre, ornée de sculptures exécutées par Matyas Bernard Braun.

En 1991 le palais a été rendu à ordre souverain militaire et hospitalier de Saint-Jean de Jérusalem, de Rhodes et de Malte et restauré. 

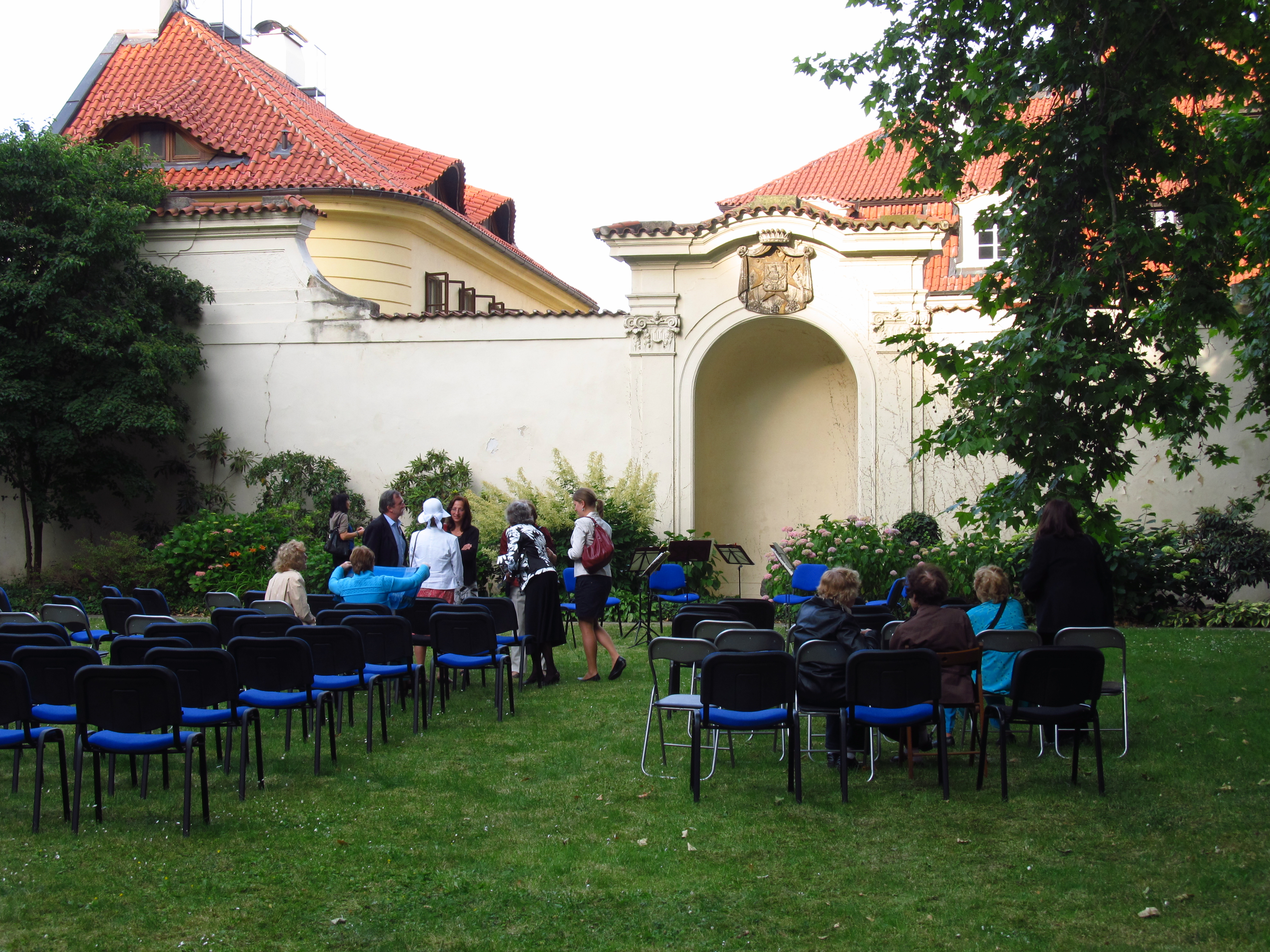
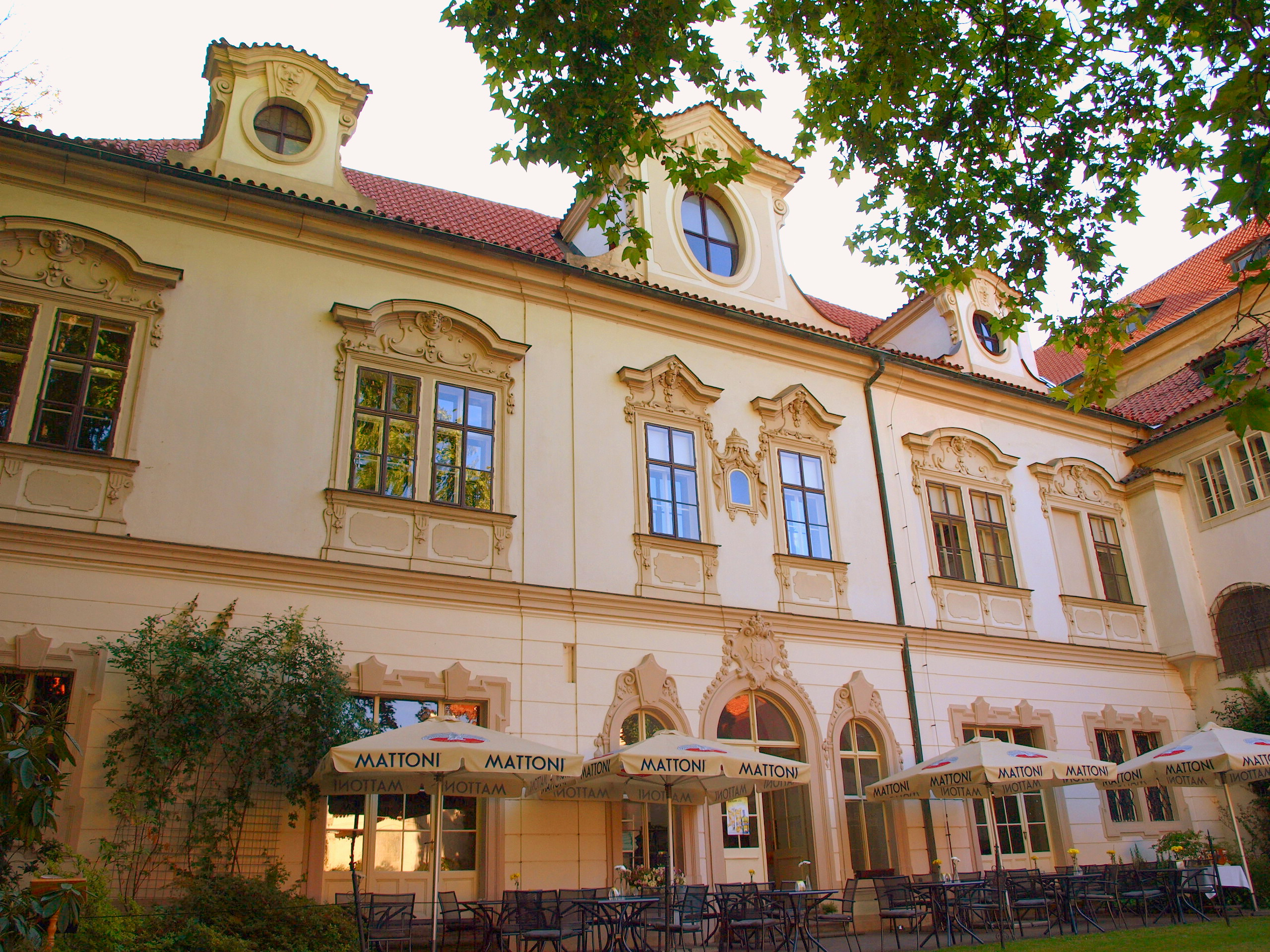
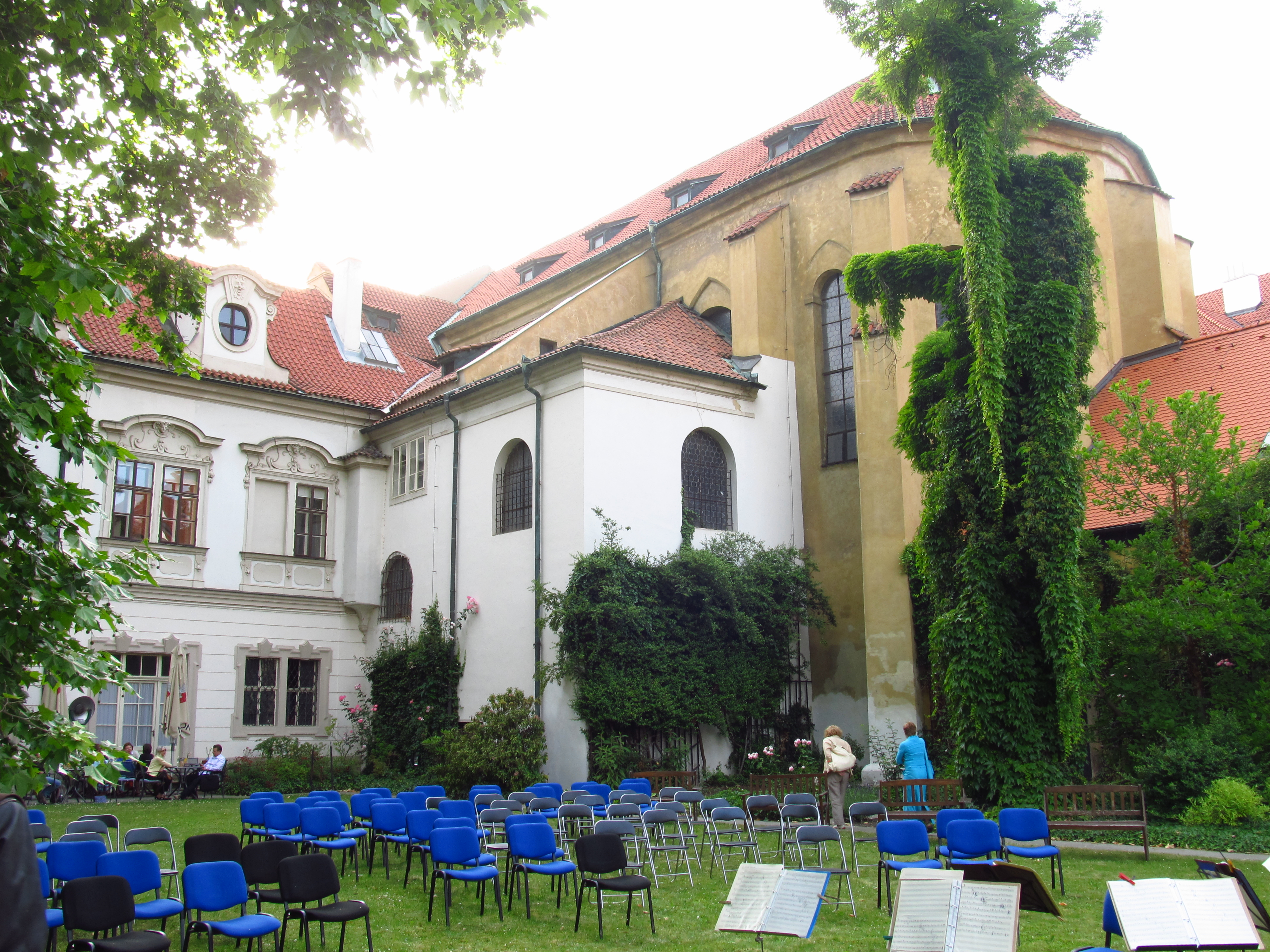

## Architecture
Le palais est construit sur un plan autour d'un atrium carré. Trois des quatre ailes sont à un seul étage, seule l’aile nord avec l'atrium gothique a trois étages.

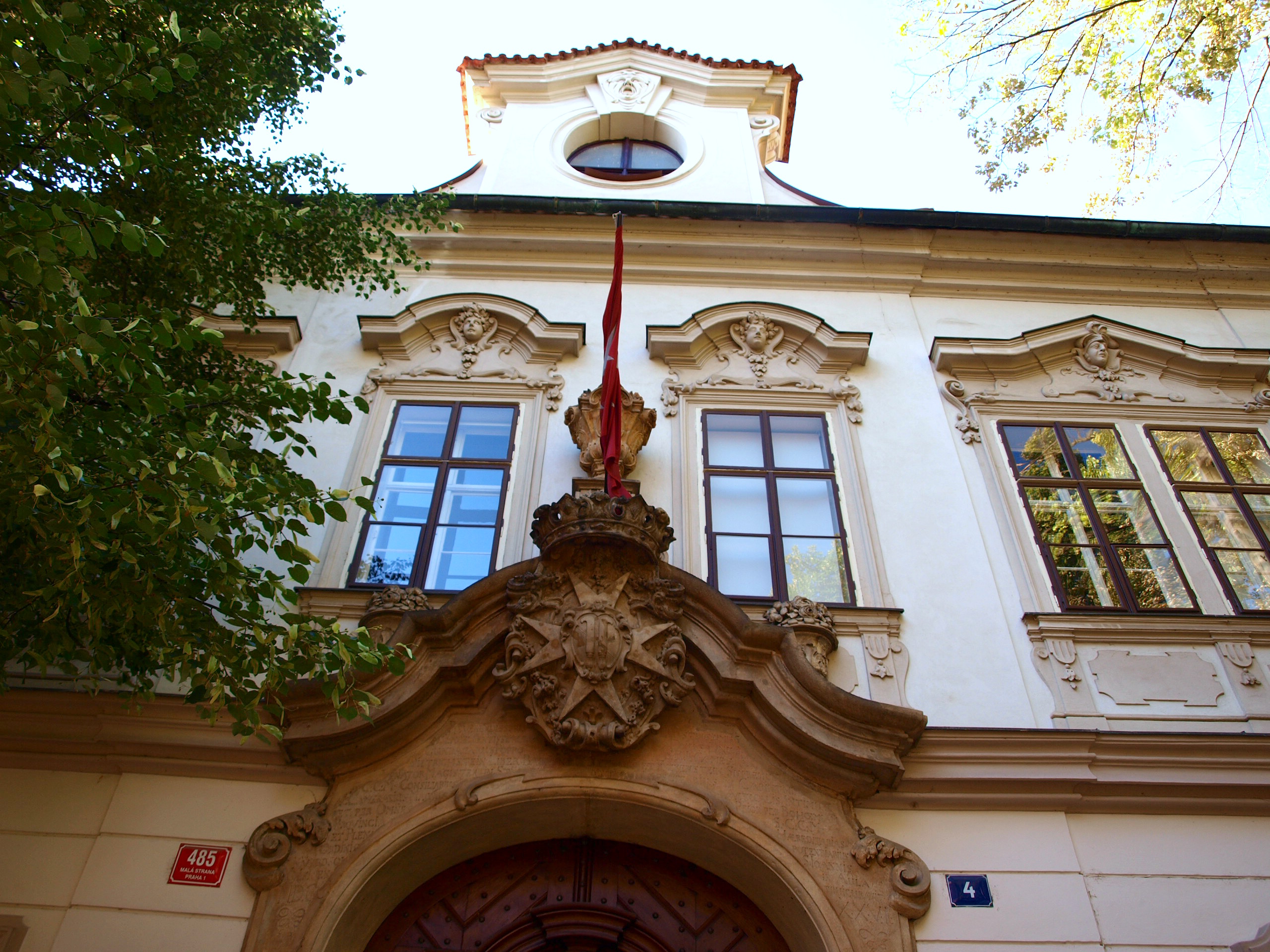
Entrée du palais Place Velkopřevorské, avec sur le porche les armoiries du grand Grand Prieur

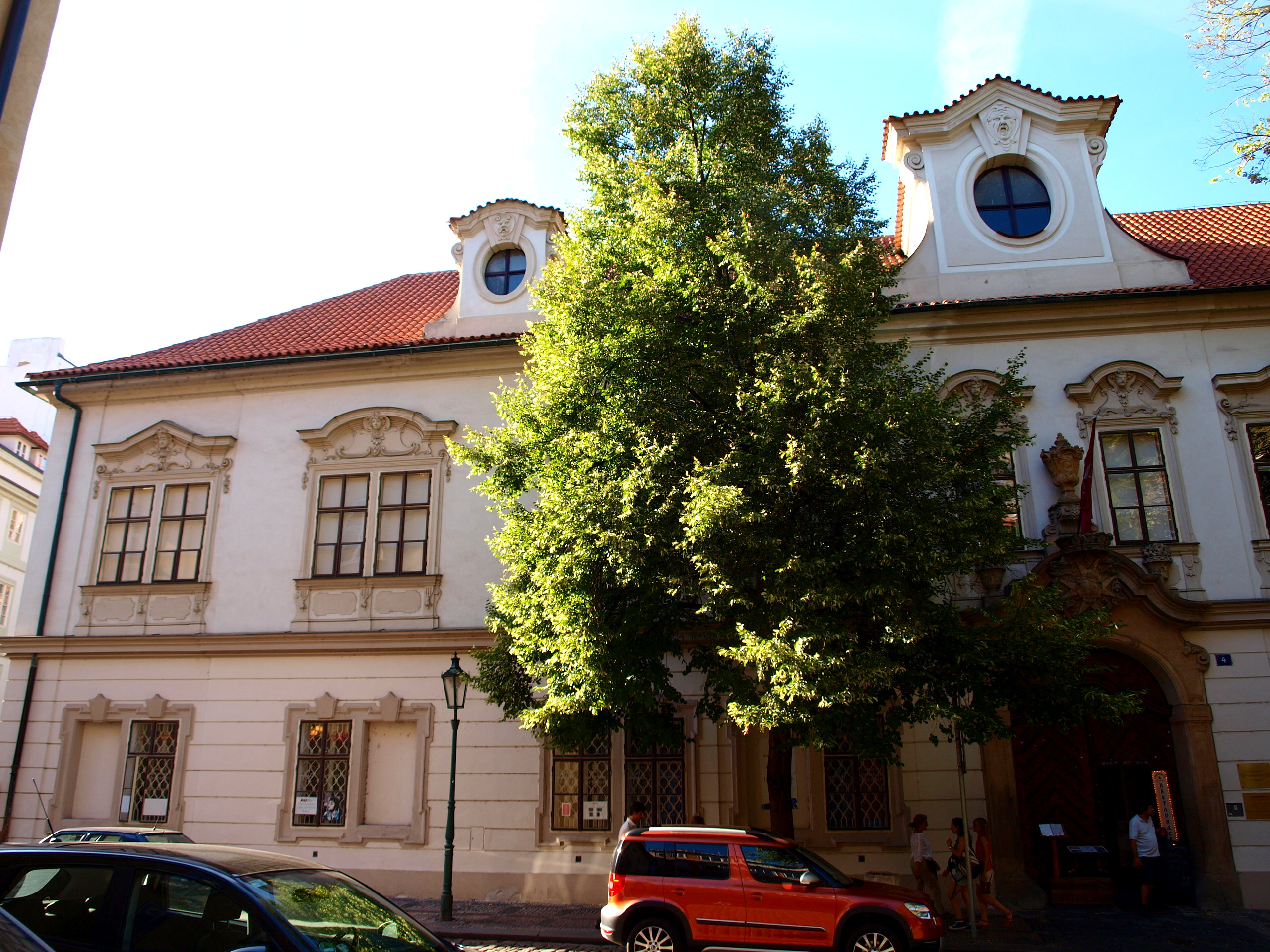
Grand Prieuré, façade de la Place Velkopřevorské

Au-dessus du portail d'entrée de la place du Grand Prieuré est le blason du Grand Prieur Gundaker Poppel, Comte de Dietrichstein, superviseur de la reconstruction baroque du palais. Les statues et la décoration du palais sont l'œuvre de Matthias Braun.
La chapelle baroque abrite aujourd'hui un café et un restaurant. Certaines parties voûtées ont été préservées et datent du début du baroque ou de la Renaissance.

## Environs
A proximité du palais on trouve aussi: 
- Palais Buquoy (siège de l'Ambassade de France)
- Petit Palais Buquoy
- Palais Metych de Čečov
- Mur Lennon

## Informations de contact
Velkopřevorské náměstí 485/4  Prague 1   - Mala Strana Tel: (+420) 257 219 130  URL: http://www.velkoprevorskypalac.cz  
Courriel: hlavaty@velkoprevorskypalac.cz 
Coordonnées: N 50 ° 05 '10 .59 "E 14 ° 24 '21.89" 